# William Ashford
Pour les articles homonymes, voir Ashford (homonymie).
William Ashford, né en 1746 à Birmingham (Angleterre) et mort le 17 avril 1824 Sundy Mount (Irlande) est un artiste peintre britannique de portraits, paysages animés, paysages d'eau, marines, fleurs, aquarelliste et dessinateur.

## Biographie
Il expose en 1775, deux paysages à l'exposition de la Royal Academy de Londres, puis plusieurs autres, de 1785 à 1811. Déjà dans sa jeunesse il a participé aux expositions de l'Incorporated Society of Artists de Londres. Il est avec son ami le peintre de marines Serres, le fondateur et le président de la Royal Hibernian Academy de Dublin, en 1823. Parmi ses œuvres on mentionne particulièrement, Orlondo sous le chêne, qui se trouve à la Royal Hibernian Academy. Son portrait et des paysages sont conservés dans la collection Fiztwilliam Collection of Cambridge. Milton (John Milton, Médailleur-Graveur, mort le 10 février 1805) grava d'après Ashford : Bally Finn ; Mount Kennedy ; The Scalp in the county of Wicklow ; Belan-House in the County of Kildare. Il réside à Sundy Mount près de Dublin.